# Ahmad Rahnema
Ahmad Rahnema Alavi (ur. 24 listopada 1953 w Rafsandżanie (Iran)) – hiszpański ekonomista pochodzenia perskiego. Profesor finansów w IESE Business School.

## Życiorys
Uzyskał licencjat Institute of Advance Accounting w Teheranie (1974). W roku 1979 uzyskał stopień MBA na Western Michigan University oraz doktorat w dziedzinie finansów na Uniwersytecie Navarry (1991).
W latach 1985–1986 był wiceprezesem The Chase Manhattan Bank w Madrycie. Od 1991 wykłada w IESE Business School w Barcelonie. Obecnie pełni funkcję Dziekana ds. rekrutacji profesorów, a także dyrektora wydziału Financial Management oraz szefa katedry Fuel Freedom Chair for Energy and Social Development.
Prowadził wykłady gościnne na wielu uniwersytetach, m.in. Reykjavik University (Islandia), A. B. Freeman School of Business (USA), Tulane University (USA), Universidade Nova de Lisboa (Portugalia), IPADE (Meksyk).
Jest członkiem „Advisory Board” European Capital Markets Institute oraz komitetu redakcyjnego Harvard-Deusto Journal.
Prof. Rahnema wielokrotnie odwiedził Polskę, prowadząc wykłady: w programie IESE AMP Warsaw, podczas European Excutive Forum w Warszawie oraz w Krajowej Szkole Administracji Publicznej (KSAP).

## Publikacje
Napisał między innymi:
- Basel II, Companies-Bank Relationship (współautor Jordi Soley), (2004), IESE, FN-526-E, 10/2004, Barcelona[6];
- International Finance (2007), Ediciones Deusto, Barcelona;
- Como Interpretar la Prensa Economica y Financiera (2007), Ediciones Deusto, Barcelona[7]; Hardcover ed. 2013[8].